# Libanon op de Olympische Winterspelen 1976
Tijdens de Olympische Winterspelen van 1976, die in Innsbruck (Oostenrijk) werden gehouden, nam Libanon voor de achtste keer deel.

## Deelnemers en resultaten

### Alpineskiën
| Olympiër      | Discipline       | Resultaat | Prestatie        |
| ------------- | ---------------- | --------- | ---------------- |
| Farida Rahmed | reuzenslalom (v) | 43e       | 2.11,08 (+41,95) |

Andorra · Argentinië · Australië · België · Bondsrepubliek Duitsland · Bulgarije · Canada · Chili · Duitse Democratische Republiek · Finland · Frankrijk · Griekenland · Groot-Brittannië · Hongarije · IJsland · Iran · Italië · Japan · Joegoslavië · Libanon · Liechtenstein · Nederland · Nieuw-Zeeland · Noorwegen · Oostenrijk · Polen · Roemenië · San Marino · Sovjet-Unie · Spanje · Taiwan · Tsjecho-Slowakije · Turkije · Verenigde Staten · Zuid-Korea · Zweden · Zwitserland